# Râul Bălăneasa, Buzău
Râul Bălăneasa este un curs de apă, afluent al râului Buzău. 

## Hărți
- Harta Județului Buzăului